# Ficinia spiralis
Ficinia spiralis (Maori: pīngao of pīkao, Engels: golden sand sedge) is een plantensoort uit de cypergrassenfamilie (Cyperaceae). Het is een stevige grasachtige kruipende plant die 30 tot 90 centimeter groot kan worden. Jonge frisse planten hebben een geelgroene kleur, verdroogde planten een goudgele kleur. De plant heeft talrijke stijve halmen en een pluimvormige bloeiwijze.
De soort komt voor in Nieuw-Zeeland, zowel op het Noordereiland als op het Zuidereiland. Hij groeit daar in zanderige gebieden en duinen langs de kust.